# Smaltjärnen (Arvidsjaurs socken, Lappland, 730100-165077)
Smaltjärnen är en sjö i Arvidsjaurs kommun i Lappland och ingår i Piteälvens huvudavrinningsområde. Sjön har en area på 0,097 kvadratkilometer och ligger 455,7 meter över havet. Smaltjärnen ligger i Reivo Natura 2000-område.

## Delavrinningsområde
Smaltjärnen ingår i det delavrinningsområde (730136-165073) som SMHI kallar för Namn saknas. Medelhöjden är 475 meter över havet och ytan är 2,3 kvadratkilometer. Det finns ett avrinningsområde uppströms, och räknas det in blir den ackumulerade arean 4,83 kvadratkilometer. Abmoälven som avvattnar avrinningsområdet har biflödesordning 2, vilket innebär att vattnet flödar genom totalt 2 vattendrag innan det når havet efter 217 kilometer. Avrinningsområdet består mestadels av skog (93 procent). Avrinningsområdet har 0,1 kvadratkilometer vattenytor vilket ger det en sjöprocent på 4,3 procent.